# 菊川警察署
菊川警察署（きくがわけいさつしょ）は、静岡県警察が管轄する警察署。

## 所在地
- 静岡県菊川市加茂2550

## 管轄区域
- 菊川市の全域
- 御前崎市の全域

## 沿革
- 1899年（明治32年）5月 - 西方村堀之内報恩寺（現菊川駅前）に掛川警察署西方警察分署を設置
- 1900年（明治33年）5月 - 西方村堀之内35-22に移転
- 1900年（明治33年）8月 - 掛川警察署堀之内警察分署に改称
- 1926年（大正15年）6月 - 分署を廃止し、堀之内町字古井戸35-2に堀之内警察署を設置
- 1947年（昭和22年）11月 - 庁舎建替え
- 1948年（昭和23年）3月 - 旧警察法施行に伴い、堀之内警察署、池新田警察署、小笠地区警察署に分割
- 1951年（昭和26年）10月 - 旧警察法の一部改正に伴い、東小笠地区警察署を設置
- 1954年（昭和29年）7月 - 警察法の施行に伴い、菊川警察署が発足
- 1970年（昭和45年）3月 - 加茂2429-1に移転
- 2004年（平成16年）3月 - 加茂2550に移転
- 2006年（平成18年）4月 - 御前崎市御前崎地区（旧御前崎町）の管轄を榛原警察署（現・牧之原警察署）から編入

## 庁舎内の各課
庁舎1階
- 警務課
- 地域課
- 交通課

庁舎2階
- 留置管理課
- 生活安全課
- 刑事課

庁舎3階
- 会計課
- 警備課

## 交番 ・警察官駐在所
- 菊川駅前交番(菊川市堀之内)
- 小笠交番(菊川市下平川)
- 浜岡交番(御前崎市池新田)
- 御前崎交番(御前崎市白羽)
- 南山警察官駐在所(菊川市高橋)
- 佐倉警察官駐在所(御前崎市佐倉)
- 高松警察官駐在所(御前崎市塩原新田)
- 新野警察官駐在所(御前崎市新野)